# Arrondissement Brussel-Hoofdstad
Het arrondissement Brussel-Hoofdstad is het enige arrondissement van het Brussels Hoofdstedelijk Gewest. Het valt ook samen met het tweetalige taalgebied Brussel-Hoofdstad. Het arrondissement heeft een oppervlakte van 162,42 km² en telde 1.255.795 inwoners op 1 januari 2025. De hoofdstad is Brussel. Het is het enige Belgische arrondissement dat geen deel uitmaakt van een provincie en heeft als gevolg daarvan als enige arrondissement een gouverneur aan het hoofd. Het arrondissement vormt de basis van het Brussels Hoofdstedelijk Gewest (vroeger de Brusselse Agglomeratieraad) en de drie Gemeenschapscommissies.
Het arrondissement heet Brussel-Hoofdstad omdat er vroeger ook nog een arrondissement was dat Brussel-Rand heette. Dit arrondissement, dat alle faciliteitengemeenten rond Brussel bevatte, is echter reeds een paar jaar na inwerkingtreden afgevoerd en bij Halle-Vilvoorde gevoegd. Het onderscheidingsachtervoegsel -Hoofdstad is eigenlijk misleidend omdat volgens de Belgische Grondwet (artikel 194) enkel de stad Brussel hoofdstad van België is.
Het arrondissement is enkel een bestuurlijk arrondissement. Gerechtelijk vormt het samen met het arrondissement Halle-Vilvoorde het gerechtelijk arrondissement Brussel.

## Geschiedenis
Het arrondissement is ontstaan in 1963 bij de definitieve vastlegging van de taalgrenzen. Op dat ogenblik werd het toenmalige arrondissement Brussel gesplitst in drie arrondissementen :
- het tweetalige arrondissement Brussel-Hoofdstad dat de 19 gemeenten van het Brussels Hoofdstedelijk Gewest omvat;
- het Nederlandstalige arrondissement Halle-Vilvoorde;
- het arrondissement Brussel-Randgemeenten dat de 6 faciliteitengemeenten rond Brussel omvatte (dit arrondissement werd reeds in 1971 opgeheven en bij Halle-Vilvoorde gevoegd).

## Gouverneurs
| van            | tot               | naam                         |
| -------------- | ----------------- | ---------------------------- |
| Januari 1995   | April 1998        | André Degroeve               |
| Mei 1998       | November 1998     | Raymonde Dury                |
| November 1998  | 4 januari 2009    | Véronique Paulus de Châtelet |
| 5 januari 2009 | 30 september 2010 | Hugo Nys (waarnemend)        |
| 1 oktober 2010 | 30 juni 2014      | Jean Clément (waarnemend)    |

Het administratief arrondissement Brussel-Hoofdstad heeft geen provinciegouverneur meer, maar er is een commissaris van de federale regering die de titel voerde van gouverneur en sinds 1 juli 2014 (door het Vlinderakkoord) Hoge Ambtenaar heet. Viviane Scholliers-Ndaya van cdH werd Hoge Ambtenaar op 1 juni 2016   (Besluit van de federale regering van 13 mei 2016  en van de Brusselse regering van 26 mei 2016, zie Belgisch Staatsblad 8 juni 2016, p. 34.789)

## Hoge ambtenaar
| van          | tot          | naam                        |
| ------------ | ------------ | --------------------------- |
| 1 juni 2016  | 30 juni 2021 | Viviane Scholliers          |
| 1 juli 2021  | 25 juli 2021 | Yves Bastaerts (ad interim) |
| 26 juli 2021 | heden        | Sophie Lavaux               |

## Vicegouverneurs
| van              | tot               | naam                      |
| ---------------- | ----------------- | ------------------------- |
| 1995             | 30 september 2010 | Hugo Nys                  |
| 1 oktober 2010   | 24 februari 2012  | Jean Clément (waarnemend) |
| 25 februari 2012 | heden             | Jozef Ostyn (waarnemend)  |

## Administratieve indeling

### Structuur
| Brussel-Hoofdstad | Brussel-Hoofdstad | Supranationaal                           | Nationaal                                              | Gemeenschap | Gewest                                                 | Provincie           | Arrondissement      | Provinciedistrict   | Kanton              | Gemeente        | District         |
| ----------------- | ----------------- | ---------------------------------------- | ------------------------------------------------------ | --- | ------------------------------------------------------ | ------------------- | ------------------- | ------------------- | ------------------- | --------------- | ---------------- |
| Administratief    | Niveau            | Europese Unie                            | België                                                 | Vlaamse Gemeenschap Franse Gemeenschap | Brussels Hoofdstedelijk Gewest                         | Brussel-Hoofdstad   | Brussel-Hoofdstad   | Brussel-Hoofdstad   | Brussel-Hoofdstad   | 19              | -                |
| Administratief    | Bestuur           | Europese Commissie                       | Belgische regering                                     | College v.d. Vlaamse Gemeenschapscommissie College v.d. Franse Gemeenschapscommissie College v.d. Gemeenschappelijke Gemeenschapscommissie | Brusselse Hoofdstedelijke Regering                     | Deputatie           | Deputatie           | Deputatie           | Deputatie           | Gemeentebestuur | Districtscollege |
| Administratief    | Raad              | Europees Parlement                       | Kamer van volksvertegenwoordigers                      | Raad v.d. Vlaamse Gemeenschapscommissie Raad v.d. Franse Gemeenschapscommissie Raad v.d. Gemeenschappelijke Gemeenschapscommissie          | Brussels Hoofdstedelijk Parlement                      | Arrondissementsraad | Arrondissementsraad | Arrondissementsraad | Arrondissementsraad | Gemeenteraad    | Districtsraad    |
| Kiesomschrijving  | Kiesomschrijving  | Frans Kiescollege Nederlands Kiescollege | Kieskring Brussel-Hoofdstad (Kieskring Vlaams-Brabant) | Kieskring Brussel-Hoofdstad (Kieskring Vlaams-Brabant)                                                                                     | Kieskring Brussel-Hoofdstad (Kieskring Vlaams-Brabant) | Brussel-Hoofdstad   | Brussel-Hoofdstad   | Brussel-Hoofdstad   | 8                   | 19              | 9                |
| Verkiezing        | Verkiezing        | Europese                                 | Federale                                               | Vlaamse, Brusselse en Franse Gemeenschapsverkiezingen                                                                                      | Vlaamse, Brusselse en Franse Gemeenschapsverkiezingen  |                     |                     |                     |                     | Gemeenteraads-  | Districtsraads-  |

Kieskring Brussel
- hoofdplaats: Brussel
  - Arrondissement Brussel-Hoofdstad
    - Kanton Brussel
    - Kanton Anderlecht
    - Kanton Elsene
    - Kanton Sint-Jans-Molenbeek
    - Kanton Sint-Gillis
    - Kanton Sint-Joost-ten-Node
    - Kanton Schaarbeek
    - Kanton Ukkel

Gemeenten:
| - 1. Anderlecht - 2. Brussel (Bruxelles) - 3. Elsene (Ixelles) - 4. Etterbeek - 5. Evere - 6. Ganshoren - 7. Jette - 8. Koekelberg - 9. Oudergem (Auderghem) - 10. Schaarbeek (Schaerbeek) | - 11 Sint-Agatha-Berchem (Berchem-Sainte-Agathe) - 12 Sint-Gillis (Saint-Gilles) - 13 Sint-Jans-Molenbeek (Molenbeek-Saint-Jean) - 14 Sint-Joost-ten-Node (Saint-Josse-ten-Noode) - 15 Sint-Lambrechts-Woluwe (Woluwe-Saint-Lambert) - 16 Sint-Pieters-Woluwe (Woluwe-Saint-Pierre) - 17 Ukkel (Uccle) - 18 Vorst (Forest) - 19 Watermaal-Bosvoorde (Watermael-Boitsfort) |

Deelgemeenten:
Alle gemeenten hebben zichzelf als deelgemeente behalve de stad Brussel die sinds 1921 de volgende deelgemeenten heeft:
- Haren
- Laken (Laeken)
- Neder-Over-Heembeek

## Demografische ontwikkeling
Inwonersaantal x 1000
- Bron:NIS - Opm: 1963= inwoneraantal op 31 december; 1970=volkstelling; vanaf 1980= inwoneraantal per 1 januari